# Георг Шойц
Пер Георг Шойц, швед. Per Georg Scheutz [ˌʝeːɔɹʝ ˈʃœʝːts] (23 вересня 1785 року, Єнчепінг — 22 травня 1873, Стокгольм
) — шведський винахідник, найбільш відомий за його новаторським роботам у галузі комп'ютерних технологій.
Георг Шойц вивчав закон в Лундському університеті і здобув вищу освіту в 1805 р. Перед тим, як піти в політику і машинобудування, він працював юристом і займався перекладами (навіть переклав кілька творів Вільяма Шекспіра).

## Машина обчислень Шойца

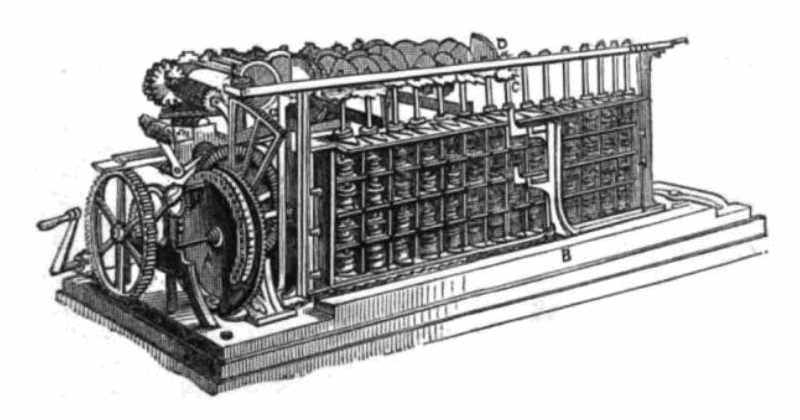
Машина обчислень Шойца № 1 (1853)
Машина з 1963 у Смітсонівському інституті, США

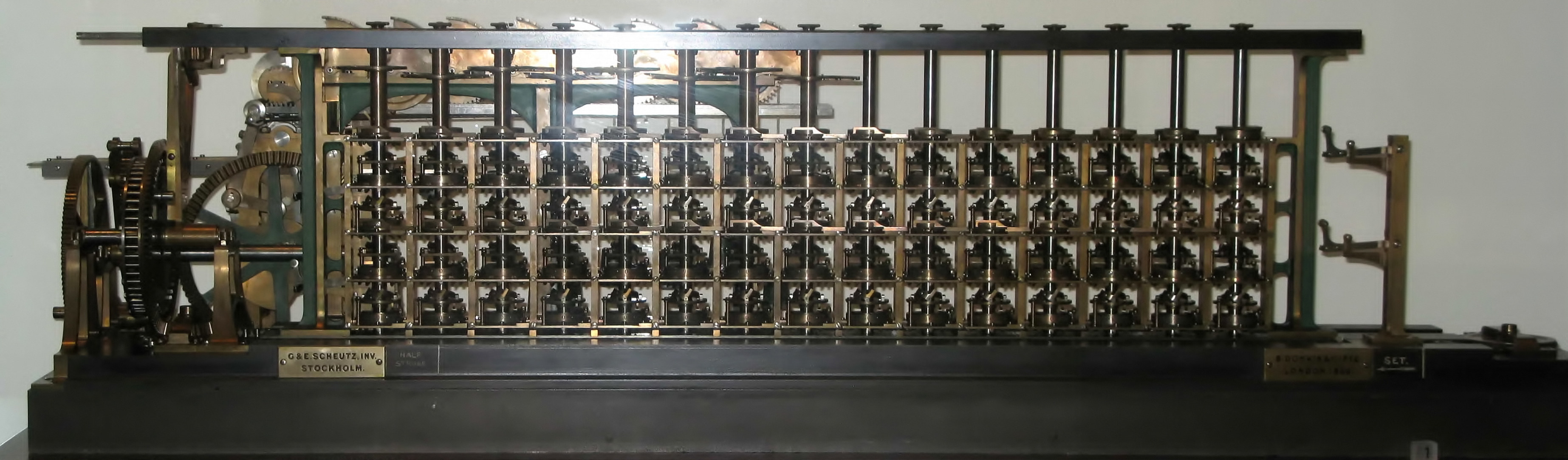
Машина обчислень Шойца № 2 (1859)
Машина в Музеї науки, Лондон

Найбільш відомий своїми винаходами. Найвідоміший з них — це машина обчислень Шойца, винайдена в 1837 р і зібрана в 1843 р. Машина, яку він зробив зі своїм сином Едвардом Шойцом, була заснована на різницевій машині Чарльза Беббіджа. Покращена модель, приблизно в розмір фортепіано, була створена в 1853 р. і згодом демонструвалася на Всесвітній виставці в Парижі в 1855 р. У 1859 р. машина була продана британському уряду. Шойц створив ще одну машину в 1860 р. і продав її Сполученим Штатам. Машина призначалася для створення логарифмічних таблиць.
Машина була недосконалою і не могла створювати повні таблиці, Мартін Віберг переробив конструкцію Шойца і в 1875 р створив компактний пристрій, який друкував повні таблиці.
У 1856 році Георг Шойц був обраний членом Шведської королівської академії наук.